# Method Man
Clifford Smith, poznat kao Method Man (Long Island, New York;
1. travnja 1971.), američki hip-hop glazbenik i jedan od članova grupe Wu-Tang Clan. Svoje umjetničko ime uzeo je iz filma Fearless Young Boxer. S Redmanom često surađuje pod nazivom "Method Man & Redman". Oni su jedan od najutjecajnijih dueta u povijest hip-hopa. Također, ima i uspješnu glumačku karijeru. Osvojio je Grammy za najbolju rap pjesmu "I'll Be There for You" (You're all I need), koju je snimio s pjevačicom Mary J. Blige. 
Pojavio se u filmovima Belly, How High, Garden State i mnogim drugim.

## Vanjske poveznice
- Method Man na Bandcamp-u